# NGC 7202
NGC 7202 – gwiazda o jasności około 14m, znajdująca się w gwiazdozbiorze Ryby Południowej. Zaobserwował ją John Herschel 15 sierpnia 1835 roku i umieścił w swoim katalogu obiektów mgławicowych. Baza SIMBAD błędnie podaje, że NGC 7202 to galaktyka.